# Bus hệ thống

Ví dụ của một bus hệ thống

Bus hệ thống là một bus máy tính đơn lẻ kết nối các thành phần chính của một hệ thống máy tính, kết hợp các chức năng của một bus dữ liệu để mang thông tin, một bus địa chỉ để xác định nơi thông tin sẽ được gửi và bus điều khiển để xác định lệnh của nó. Kỹ thuật này được phát triển để giảm chi phí và cải thiện mô đun, và mặc dù được phổ biến trong những năm 1970 và 1980, nhiều máy tính hiện đại sử dụng nhiều loại bus riêng biệt phù hợp với nhu cầu cụ thể hơn.